# Saratovka, Lori
Saratovka là một đô thị thuộc tỉnh Lori, Armenia. Dân số ước tính năm 2011 là 483 người.